# Cunha Porã
Cunha Porã es un municipio brasileño del estado de Santa Catarina. Tiene una población estimada al 2022 de 10 953 habitantes. Pertenece a la Región metropolitana del Extremo Oeste.
La ciudad está localizada en los márgenes de la BR-158.

## Origen y significado del nombre
El nombre fue escogido en 1928 para una nueva población diseñada en por el ingeniero Carlos Culmey, entonces director de la Compañía Territorial Sur Brasil, en una región más al norte de Palmitos, destinada a los inmigrantes protestantes de origen alemán. 
El nombre es tupí y significa "mujer bonita", a través de la unión de los términos kunhã ("mujer") y porang ("bonito").

## Historia
Fue fundada por inmigrantes de origen alemán y luteranos, procedentes de Río Grande del Sur en 1929. La localidad fue elevada a distrito de Chapecó en 1950. Se emancipó como municipio el 20 de julio de 1958.

## Hidrografía
El principal río que baña el municipio es el río São Domingos que corta el municipio prácticamente por el centro. Al Oeste, sin embargo, con mayor volumen de aguas, pasa el Río Iracema, que divide Cunha Porã de Iraceminha y al aste el Río Barra Grande, que limita con el municipio de Cunhataí.